# Deutscher Fernsehpreis/Ehrenpreis
Dieser Artikel listet die Preisträger des Ehrenpreises vom Deutschen Fernsehpreis seit der ersten Verleihung 1999. Mit dem Ehrenpreis ehren die Stifter des Deutschen Fernsehpreises einer Person für ihre Verdienste in Film und Fernsehen. Neben dem Förder-/Nachwuchspreis und dem Sonderpreis ist es der einzige Preis, der ohne eine vorherige Nominierung direkt vergeben wird.

## Preisträger
- 1999: Kurt Masur (deutscher Dirigent)
- 2000: Inge Meysel (deutsche Schauspielerin)
- 2001: Peter Scholl-Latour (deutsch-französischer Journalist und Publizist)
- 2002: Wolfgang Menge (deutscher Drehbuchautor und Journalist)
- 2003: Rudi Carrell (niederländischer Showmaster, Sänger und Schauspieler)
- 2004: Udo Jürgens (Komponist, Pianist und Sänger)
- 2005: Dietmar Schönherr (österreichischer Schauspieler, Moderator, Synchronsprecher, Schriftsteller und Regisseur)
- 2006: Friedrich Nowottny (deutscher Journalist und ehemaliger Intendant des WDRs)
- 2007: Götz George (deutscher Schauspieler)
- 2008: Marcel Reich-Ranicki (deutsch-polnischer Autor und Publizist sowie Literaturkritiker), lehnt den Preis ab
- 2009: Alfred Biolek (deutscher Fernsehunterhaltungskünstler, Talkmaster und Fernsehproduzent)
- 2010: Fußball-Nationalmannschaft der Herren mit ihrem Trainer- und Betreuerstab
- 2011: Joachim Fuchsberger (deutscher Schauspieler und Synchronsprecher)
- 2012: Frank Elstner (deutscher Fernsehmoderator und Showmaster)
- 2013: Ottfried Fischer (deutscher Schauspieler und Kabarettist)
- 2014: Gerd Ruge (deutscher Journalist)
- 2015: keine Verleihung des Deutschen Fernsehpreises
- 2016: Günter Wallraff (deutscher investigativer Journalist)
- 2017: Senta Berger (österreichisch-deutsche Schauspielerin und Filmproduzentin)
- 2018: Thomas Gottschalk (deutscher Fernsehmoderator und Schauspieler)
- 2019: Jürgen von der Lippe (deutscher Fernsehmoderator, Entertainer, Schauspieler und Komiker)
- 2020: keine Verleihung des Deutschen Fernsehpreises
- 2021: Hape Kerkeling (deutscher Schauspieler, Moderator und Komiker)
- 2022: Iris Berben (deutsche Schauspielerin und Synchronsprecherin)[1]
- 2023: Michael Herbig (deutscher Komiker, Schauspieler, Drehbuchautor, Regisseur und Produzent)[2]
- 2024: Mario Adorf (deutscher Schauspieler, Hörspielsprecher und Autor)[3]